# Anne Hathaway (actrice)
Anne Jacqueline Hathaway (New York, 12 november 1982) is een Amerikaanse actrice. Ze won in 2013 een Oscar voor haar bijrol in Les Misérables, nadat ze in 2009 al eens voor deze prijs was genomineerd voor haar hoofdrol in Rachel Getting Married. Hathaway won daarnaast meer dan 65 andere acteerprijzen, waaronder een Golden Globe en een BAFTA Award voor Les Misérables, en een Emmy Award voor het inspreken van de stem van Princess Penelope in een aflevering van The Simpsons. In 2019 kreeg ze een ster op de Hollywood Walk of Fame.

## Levensloop

### Jeugd
Hathaway verhuisde op haar zesde naar Millburn. Ze is de dochter van een advocaat en een toneelactrice. Ze heeft een oudere en een jongere broer. Hathaway is van Ierse en Franse afkomst. In haar kindertijd wilde Anne Hathaway non worden. Ze gaf dit idee op toen ze er op haar vijftiende achter kwam dat haar oudere broer homoseksueel was en niet geaccepteerd werd in de kerk.

### Carrière
Hathaway speelde haar eerste filmrol in het luchtige The Princess Diaries, waarin ze een tiener vertolkt die op een dag ontdekt dat ze een prinses is. Hierna volgden rollen in meer serieuze films, zoals in de film Brokeback Mountain (2005). Succesvol was ze in 2006 naast Meryl Streep in de (inmiddels) klassieker The Devil Wears Prada. In 2008 oogstte ze omvangrijke erkenning met haar rol als Kym in Rachel Getting Married, waarmee ze bij diverse gelegenheden in de prijzen viel en genomineerd werd voor onder meer een Oscar en een Golden Globe. In 2011 presenteerde ze samen met acteur James Franco de Oscars.

### Privéleven
Tussen 2004 en 2008 had Hathaway een relatie met een Italiaanse zakenman. Ze trouwde in 2012 met acteur Adam Shulman met wie ze sinds 2008 een relatie had. Het stel heeft twee zonen (2016) en (2019)

## Discografie

### Albums
| Album met eventuele hitnotering(en) in de Nederlandse Album Top 100 | Datum van verschijnen | Datum van binnenkomst | Hoogste positie | Aantal weken | Opmerkingen                                                  |
| ------------------------------------------------------------------- | --------------------- | --------------------- | --------------- | ------------ | ------------------------------------------------------------ |
| Les Misérables: Highlights from the motion picture soundtrack       | 2013                  | 19-01-2013            | 14              | 7*           | Soundtrack Les Misérables / als onderdeel van de gehele cast |

| Album met hitnotering(en) in de Vlaamse Ultratop 200 albums   | Datum van verschijnen | Datum van binnenkomst | Hoogste positie | Aantal weken | Opmerkingen                                                  |
| ------------------------------------------------------------- | --------------------- | --------------------- | --------------- | ------------ | ------------------------------------------------------------ |
| Les Misérables: Highlights from the motion picture soundtrack | 2013                  | 02-03-2013            | 23              | 1*           | Soundtrack Les Misérables / als onderdeel van de gehele cast |

### Singles
| Single met eventuele hitnotering(en) in de Nederlandse Top 40 | Datum van verschijnen | Datum van binnenkomst | Hoogste positie | Aantal weken | Opmerkingen                                             |
| ------------------------------------------------------------- | --------------------- | --------------------- | --------------- | ------------ | ------------------------------------------------------- |
| I dreamed a dream                                             | 2013                  | -                     |                 |              | Soundtrack Les Misérables / Nr. 58 in de Single Top 100 |

| Single met hitnotering(en) in de Vlaamse Ultratop 50 | Datum van verschijnen | Datum van binnenkomst | Hoogste positie | Aantal weken | Opmerkingen               |
| ---------------------------------------------------- | --------------------- | --------------------- | --------------- | ------------ | ------------------------- |
| I dreamed a dream                                    | 2013                  | 02-03-2013            | top92*          |              | Soundtrack Les Misérables |